# Olivier IV de Clisson
Olivier IV de Clisson (ca.1300-1343) is een Bretoense edelman, zoon van Olivier III de Clisson en van Isabeau de Craon.

## Biografie

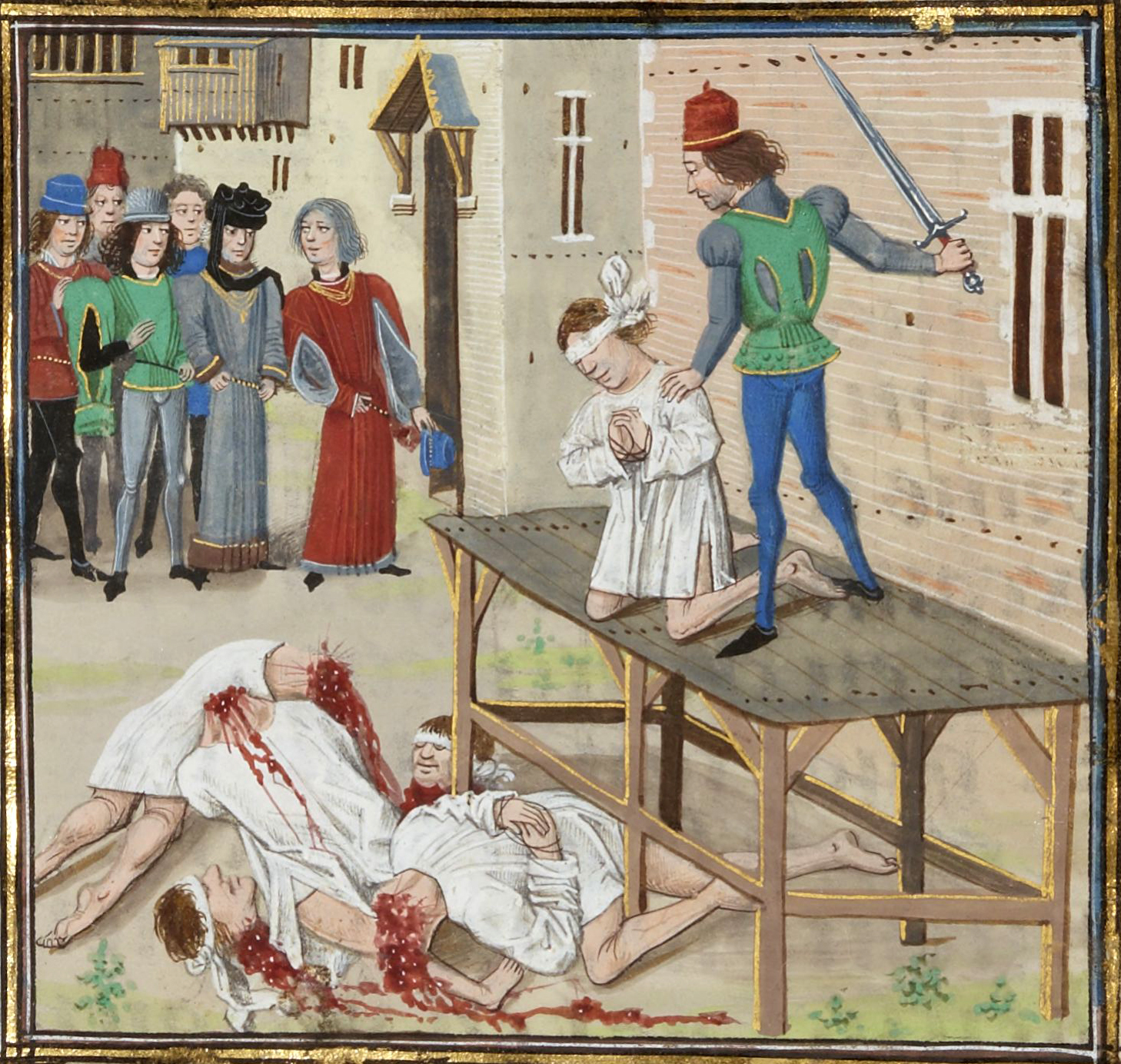
Executie van Olivier IV de Clisson; Liédet Loyset, BnF Francais 2643, Kronieken – Brugge.

Olivier was een rijke edelman met een kasteel in Clisson, een huis in Nantes en landerijen en een kasteel in Blain. Bij de dood van Jan III van Bretagne in 1342 waren er twee partijen die de hertogstitel opeisten, namelijk een halfbroer van de overledene, Jan van Montfort, en zijn nicht Johanna van Bretagne (Jeanne de Penthièvre), dochter van zijn broer Gwijde van Bretagne (Guy de Penthièvre). Olivier koos de partij van Karel van Blois (Charles de Blois), die gesteund werd in zijn aanspraken door Filips VI van Frankrijk, die zijn oom was (zijn moeder Margaretha van Valois was de zus van Filips VI). In 1341 wordt Karel van Blois door de koning erkend als nieuwe hertog van Bretagne en Jean de Montfort worden zijn lenen ontnomen.
In januari 1342 wordt zijn kasteel in Blain door Robert Bertrand, luitenant van de koning, gekozen als hoofdkwartier. Bertrand was naar Bretagne gestuurd door de koning om Karel van Blois terzijde te staan.
In december 1342 wordt hij gevangengenomen bij de 4e belegering van Vannes door de Engelsen, die de kandidatuur van Jan van Montfort voor de hertogelijke titel steunden. Olivier werd van Franse zijde verdacht van samenwerking met de Engelsen, hij werd er van beticht dat hij afspraken had gemaakt met Eduard III van Engeland, die hem zou beloofd hebben hem te benoemen tot vicekoning van Bretagne.
Hij werd in de zomer van 1343 uitgenodigd voor een toernooi door Filips VI, die hem gevangen zette, en hem zonder proces veroordeelde voor leenbreuk en hem liet onthoofden op de hallen van Parijs op 2 augustus 1343. Deze executie werd streng veroordeeld door de kroniekschrijver Jean Froissart en zijn tijdgenoten.
Het hoofd van Olivier werd naar Nantes gezonden en daar op een paal gestoken en tentoongesteld op de wallen van het kasteel van Bouffay of op de wallen van een stadspoort volgens sommige kronieken. Het was in die tijd zeker niet gebruikelijk om het lijk van een edelman op een dergelijke manier te ontluisteren.

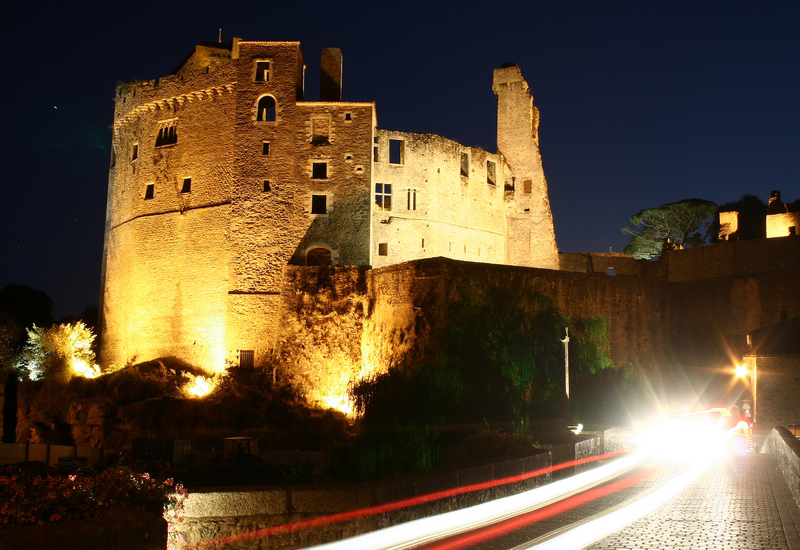
Het Kasteel van Clisson bij nacht

Zijn vrouw Jeanne de Belleville kwam gebroken van verdriet naar Nantes om het trieste spektakel te aanschouwen. Ze was woedend over wat zij een laffe moord vond en zwoer dat ze Filips en Karel van Blois nooit meer zou vergeven en haar echtgenoot zou wreken. Ze verkocht wat was overgebleven van haar landgoederen om geld te verzamelen voor de oprichting van een klein leger waarmee ze de pro-Franse troepen in Bretagne gaat bevechten. Zo zou ze onder meer het garnizoen van Château-Thébaud uitgemoord hebben. Van eind 1343 is er een arrest waarin Jeanne zelf wordt veroordeeld voor verraad en haar persoonlijke goederen worden geconfisqueerd. Als het op land voor haar te gevaarlijk wordt, verplaatst ze haar activiteiten naar zee.
Jeanne begint de jacht op Franse koopvaardijschepen. Na vele gevechten, waarbij ze de Fransen grote verliezen toebrengt, lijdt ze schipbreuk. Jeanne kan zich met haar twee zonen Guillaume en Olivier en drie dienaars redden met een sloep, en na zes dagen te hebben rondgedreven op zee bereiken ze Morlaix waar ze worden verwelkomd door de aanhangers van de Montforts. Haar jongste zoon Guillaume, toen 4 jaar overleeft dit avontuur niet, hij sterft van kou en ontbering.
Zijn zoon uit het huwelijk met Jeanne de Belleville, Olivier V van Clisson zal, hoewel opgevoed aan het Engelse hof, zich tegen Jan IV van Bretagne en de Engelsen keren en zich verzoenen met de Valois. Hij trad in dienst bij Karel V van Frankrijk en bleef in dienst van diens zoon Karel VI. Olivier geeft blijk van uitzonderlijke militaire capaciteiten en wordt in 1380 benoemd tot connétable van Frankrijk. In 1392 zal hij zich ook verzoenen met Jan IV van Bretagne en de opleiding van diens opvolger Jan V van Bretagne verzorgen. Hij wordt een van de rijkste mannen van zijn tijd.
Bij het Verdrag van Brétigny in 1360 wordt Olivier IV gerehabiliteerd door koning Jan II van Frankrijk (Jean le Bon), en in 1361 krijgt zijn zoon Olivier V de Clisson zijn verloren rechten op de gebieden van zijn vader terug.

## Huwelijken
- In 1320 trouwt hij met Blanche de Bouville(1300-1329), ze hebben een zoon Jean de Clisson, heer van Milly
- In 1330 huwt hij voor de tweede keer, ditmaal met Jeanne de Belleville waarmee hij vijf kinderen heeft: Maurice, Guillaume, Olivier, Isabeau (gestorven in 1343) en Jeanne.